# Jardín Naseem
El Jardín Naseem es un gran parque entre Seeb y Barka, cerca de la ciudad de Mascate, la capital del sultanato de Omán. Se trata del primer parque establecido en ese país asiático. Contiene un acuario, lago, cascada, jardines árabes y japoneses, un laberinto y un parque infantil equipado con todo tipo de instalaciones. Es accesible fácilmente pues se localiza a unos 30 km del Aeropuerto Internacional de Mascate. Posee un pequeño tren que viaja por todo el parque. Algunos festivales de Mascate se llevan a cabo en los jardines Nazeem cada año.